# Михасевич, Геннадий Модестович
Генна́дий Моде́стович Михасе́вич (бел. Генадзь Мадэставіч Міхасевіч, 7 апреля 1947, деревня Ист, Миорский район, Витебская область, БССР, СССР — 25 сентября 1987, 19 января или 3 февраля 1988, Минск) — советский серийный убийца и насильник. В 1971—1985 годах совершил, согласно приговору суда, 36 убийств женщин и одно покушение на убийство в Витебске, Полоцке и прилегающей сельской местности, вследствие чего получил прозвище «Витебский душитель». Сам маньяк признался в 43 убийствах. Михасевич был приговорён к смертной казни и расстрелян по приговору суда в 1987 году (по другим данным — в 1988 году). За его преступления были осуждены 14 невиновных человек, один из которых был приговорён к смертной казни и расстрелян, а другой ослеп в местах лишения свободы. Расследование дела вёл Мечислав Гриб, занимавший тогда пост начальника УВД Витебского облисполкома.

## Биография

### Ранние годы
Геннадий Михасевич родился 7 апреля 1947 года в деревне Ист Миорского района Витебской области.
В юности Геннадий был замкнутым и малоразговорчивым парнем, за что часто подвергался насмешкам со стороны девушек. Из-за этого Михасевич приобрел сексуальный комплекс. Кроме того, его отец страдал алкогольной зависимостью, и юный Геннадий почти ежедневно наблюдал за тем, как его отец устраивал его матери скандалы, которые нередко заканчивались рукоприкладством со стороны отца. Об этих случаях знали друзья Михасевича и постоянно издевались над ним.
После школы Михасевич был призван в вооружённые силы СССР и служил на флоте, но по причине гепатита был вскоре комиссован, после чего вернулся в Беларусь.

### Убийства
Первое убийство Михасевич совершил в ночь на 14 мая 1971 года около деревни Экимань Полоцкого района. По его словам, в то время он был удручён расставанием со своей девушкой и искал укромное место, чтобы повеситься. Случайно встретив Людмилу Андаралову, 19-летнюю местную жительницу, он изменил свои намерения: «Зачем мне давиться из-за бабы? Лучше я сам какую-нибудь удавлю». Михасевич напал на Андаралову, изнасиловал её и задушил руками. Тело Людмилы было обнаружено 16 мая. Изначально следователи предположили, что она стала жертвой ограбления, однако инспектор уголовного розыска УВД Витебского облисполкома Борис Лапоревич выдвинул версию о появлении в Витебской области сексуального маньяка. Преступление оставалось нераскрытым более месяца, и Лапоревич был отозван от его расследования. Впоследствии в убийстве Андараловой был признан виновным некто Глушаков. Он был приговорён к 10 годам лишения свободы. Следователь по особо важным делам прокуратуры Белорусской ССР Михаил Жавнерович сказал Лапоревичу: «вот так надо работать, надо уметь раскрывать преступления».
Вечером 29 октября 1971 года на окраине Витебска Михасевич напал на очередную девушку и попытался задушить её бельевой верёвкой. Жертва начала вырываться, кричать и прокусила нападавшему руку. В этот момент её услышали школьники, которые с фонариком пошли на крик. Михасевич, поняв это, решил не рисковать, скрылся с места преступления и бросил орудие преступления. Девушка осталась жива, а в руки следствия попала улика — верёвка с кровью первой группы. Однако в этот же день около посёлка Руба он изнасиловал и убил другую девушку, труп которой был найден следующим утром. Эпизод покушения на убийство девушки на окраине Витебска вообще не рассматривался следователями, а найденную на месте преступления удавку выбросили: версия о том, что нападение совершил тот же преступник, который убил Людмилу Андаралову, а осуждён за убийство Андараловой был невиновный, была невыгодна следствию.
Третье и четвёртое убийства Михасевич совершил 15 апреля и 30 июля 1972 года в районе железнодорожной станции «Лучёса» на окраине Витебска, пятое — в апреле 1973 года. В 1975 году Михасевич убил ещё двух женщин в Полоцком районе. Свидетельница убийства, совершённого 30 июля 1972 года, показала, что видела недалеко от места преступления трёх молодых людей с овчаркой. Вскоре в пригороде Витебска были арестованы три человека: Валерий Ковалёв, Николай Янченко и Владимир Пашкевич, гулявшие со щенком породы овчарка. Единственной уликой была фотография этого щенка. При очной ставке между Ковалёвым, Янченко и Пашкевичем, которую проводил Михаил Жавнерович, они путались в показаниях. При этом Жавнерович угрожал им смертной казнью, если они не будут сознаваться в убийстве. Под давлением следствия Ковалёв и Янченко дали признательные показания, а Пашкевич сопротивлялся до последнего. Все трое были признаны виновными в убийстве. Ковалёв был приговорён к 15 годам лишения свободы, Пашкевич — к 12 годам, Янченко — к 2,5 годам лишения свободы.
Внешне Геннадий Михасевич жил обычной жизнью. В июне 1973 года он окончил Городокский техникум механизации сельского хозяйства, вернулся в деревню Ист и начал работать слесарем-автомехаником в Дисненском совхозе. 28 апреля 1976 года Михасевич перешёл на работу мастера-наладчика ремонтных мастерских в племсовхозе «Двина» Полоцкого района. В мае того же года он женился на продавщице и переехал в деревню Солоники. После этого Михасевич с 1976 по 1978 годы убил четырёх женщин на участке между Полоцком и Новополоцком. Трёх из четырёх жертв убийца изнасиловал. В 1979 и 1980 годах Михасевич убил по одной женщине, второе из этих убийств он совершил на том же участке между Полоцком и Новополоцком, где до этого совершил 4 убийства.
В 1981 году Михасевич приобрёл легковой автомобиль модели ЗАЗ-968М красного цвета, а также получил доступ к совхозному автомобилю «Техпомощь». С этого года маньяк избрал для совершения убийств новую тактику: в различных районах Витебской области он начал заманивать в свою машину девушек и женщин, которые стояли возле дороги и просили, чтобы их подвезли. В 1981 году Михасевич убил 3 женщин, за лето 1982 года — 5 женщин, в 1983 году — ещё одну, ставшую его 22-й жертвой. В 1984 году Михасевич убил 12 женщин, большинство преступлений маньяк совершил на трассах между Витебском, Полоцком и Лепелем.
Михасевич имел репутацию хорошего работника, примерного семьянина и активного участника общественной жизни. У него родились двое детей, он состоял в КПСС (с 1978 года), был командиром отряда народной дружины и секретарём низовой партийной организации, вёл здоровый образ жизни.
За преступления Михасевича в общей сложности были осуждены 14 невиновных. Один из них, Николай Тереня, был приговорён к смертной казни и расстрелян, другой, Олег Адамов, приговорён к 15 годам лишения свободы, третий, Владимир Горелый, ослеп в местах лишения свободы. Сотрудники правоохранительных органов прибегали к пыткам подсудимых, подтасовке улик (например, в квартиру Олега Адамова подбросили фотографию убитой якобы им женщины). Бо́льшая часть следователей не занималась поиском именно серийного убийцы, поскольку в советском обществе 1970-х — первой половины 1980-х годов не было принято рассказывать о наличии серийных убийц, считавшихся характерной чертой капиталистических стран. Кроме того, на органы следствия оказывалось давление со стороны начальства, заинтересованного в высоких показателях раскрываемости преступлений.
Продолжавшиеся убийства вызывали недовольство деятельностью правоохранительных органов и падения уровня доверия к ним со стороны населения области. Произошедшие преступления обрастали домыслами и слухами. Женщины боялись выходить на работу во вторую и третью смену. Улицы многих населённых пунктов области с наступлением темноты пустели.

### Следствие
В сложившейся обстановке раскрытие убийств женщин в Витебской области взяли на контроль в ЦК КПСС. В область командировали более 100 сотрудников всех правоохранительных структур БССР и других республик СССР, в том числе из Генпрокуратуры и КГБ. Министр внутренних дел БССР Виктор Пискарёв принял решение об укреплении кадрами УВД Витебского облисполкома, начальником которого в январе 1985 года был назначен Мечислав Гриб, который и возглавил расследование убийств женщин в области.
Следователь по особо важным делам прокуратуры БССР Николай Игнатович, изучив дела об убийствах женщин в области, предположил, что все преступления совершает один человек, и добился объединения всех дел в одно.
Во время следствия была высказана версия, что преступник ездит на автомобиле, которая была подтверждена показаниями свидетелей, которые видели, как будущие жертвы маньяка садились в красный «Запорожец» или машину «Техпомощь». В области начались проверки автомобилей данных марок и типа и их водителей. В этих проверках, как народный дружинник, принимал участие и сам Михасевич.
В течение 1984—1985 годов попутно в Витебской области было раскрыто 221 преступление, в том числе 27 убийств, 17 фактов умышленного причинения тяжких телесных повреждений, 14 грабежей и разбоев, 93 кражи, арестовано 479 преступников, найдено 186 пропавших без вести, изъято 7 единиц незарегистрированного огнестрельного оружия.

### Арест
Желая направить следствие по ложному пути, Михасевич 16 августа 1985 года анонимно прислал исполняющему обязанности главного редактора газеты «Витебский рабочий» В. Романовскому письмо от имени выдуманной антисоветской организации «Патриоты Витебска». Письмо сразу же было передано в областное управление КГБ, первоначально, серьёзного значения ему не придали. Однако осенью 1985 года Михасевич убил двух женщин: 5 сентября около деревни Гамзелёво Полоцкого района, 27 октября около деревни Павловичи Витебского района (изнасиловал и задушил жертву её же головным платком). В рот своей последней жертвы маньяк сунул записку со словами «За измену — смерть! Смерть коммунистам и их прихвостням! „Патриоты Витебска“».
Графологическая экспертиза показала, что письмо в редакцию газеты «Витебский рабочий» и записку, найденную на месте последнего убийства, написал один и тот же человек. Началась проверка почти всего взрослого населения области. Эксперты-графологи из КГБ проверили 556 тысяч почерков. 25 ноября, проверяя водителей красных «Запорожцев», участковый инспектор Полоцкого РОВД Валерий Веретенников взял письменное объяснение у Михасевича. В результате следствию удалось вычислить маньяка по почерку.
8 декабря было решено задержать Михасевича, однако прибывшие вечером к нему домой оперативники не обнаружили его на месте. 9 декабря у него на работе они узнали, что тот взял отпуск и собрался «улетать на отдых с семьёй». Вечером того же дня маньяк был арестован в доме своего шурина в деревне Горяны Полоцкого района. При нём были упакованные вещи для всей семьи, а также четыре билета на самолёт до Одессы. При обыске в доме Михасевича обнаружили некоторые вещи убитых им женщин.
С 11 декабря преступник начал давать показания. В ходе допросов и следственных экспериментов он подробно рассказал об обстоятельствах каждого преступления, указал места, где совершил их, спрятал трупы и вещи жертв. Кроме уже известных жертв, в указанных им местах нашли останки 5 женщин, которые в 1981—1984 годах числились пропавшими без вести. Всего маньяк признался в 43 убийствах.
По словам следователей, допрашивавших маньяка, Михасевич не раскаивался в содеянном, преступнику явно льстило внимание к его персоне. Он со страстью рассказывал все подробности своих преступлений, часто смеялся и отпускал шутки в адрес своих жертв и сотрудников правоохранительных органов. Во время одного из следственных экспериментов на вопрос следователя, вступал ли он в половой контакт с жертвой, Михасевич со смехом ответил, что не помнит, так как ему «удушить её было намного интереснее».
На одном из допросов убийца признался, что дважды чуть не задушил собственную жену, первый раз — во время интимной близости, второй раз — во время ссоры, однако сумел совладать с собой, «умывшись холодной водой из крана». По словам преступника, жена его интересовала мало, и он практически не общался с ней в повседневной жизни, разве что помогал по хозяйству. О мотивах, толкавших его на преступления, он ответил так:

Время от времени, когда я оставался сам с собой, на меня находило какое-то состояние, которое меня побуждало выискивать женщину с тем, чтобы сначала пообщаться с ней, прикоснуться к ее телу, попытаться совершить с ней половой акт. Когда же я входил в контакт с женщиной, мной овладевало какое-то умопомрачение, в котором я женщин давил и убивал. Я считал, что женщину нужно непременно задавить, и в таких случаях ничего не мог с собой поделать. После убийства у меня наступало облегчение, о том, что совершил, я не сожалел.

Следствие велось более года, было допрошено 227 свидетелей, приобщено 60 видов вещественных доказательств. Собранные следствием материалы вместились в 173 тома уголовного дела. Удалось доказать причастность Михасевича к 36 убийствам и одному покушению на убийство.

### Суд и приговор
В заключении психиатрической экспертизы, проведённой в НИИ общей и судебной психиатрии им. В. П. Сербского, говорилось:

Михасевич психическим заболеванием не страдает, у него имеются психопатические черты характера и склонность к сексуальным перверсиям. Эти особенности личности сопровождаются наличием половых извращений в виде проявления садизма… не сопровождаются нарушениями мышления, памяти, эмоциональности и критики. В период, относящийся к инкриминируемым ему деяниям, у Михасевича признаков какого-либо болезненного расстройства психической деятельности не наблюдалось, он мог отдавать себе отчёт в своих действиях и руководить ими, его следует считать вменяемым.

Суд над Геннадием Михасевичем проходил в Минске с 14 апреля по 19 мая 1987 года. Судебная коллегия по уголовным делам Верховного суда СССР под председательством судьи Фёдора Савкина приговорила его к смертной казни, в последнем слове на суде Михасевич в совершении убийств не раскаялся. Прошение о помиловании подавать отказался. Отправленное в Верховный суд БССР письмо матери маньяка с просьбой о его помиловании было оставлено без удовлетворения. Приговор был приведён в исполнение 25 сентября 1987 года, по другим данным — 19 января или 3 февраля 1988 года, в Пищаловском замке.

## «Витебское дело» о злоупотреблениях полномочиями в МВД и прокуратуре БССР
За преступления Михасевича до его ареста были осуждены 14 человек: один из них, Николай Тереня, был казнён, другой, Владимир Горелый, осуждённый на 12 лет лишения свободы, отсидел 6 лет и ослеп, после чего был освобождён как не представляющий опасность, четверо провели в местах лишения свободы более 10 лет.
Основная ответственность была возложена на следователя по особо важным делам прокуратуры БССР Михаила Жавнеровича, ведшего большую часть дел невинно осуждённых. Кроме него, к ответственности после поимки маньяка были привлечены ещё около 200 сотрудников министерства внутренних дел БССР. Следователь, который вел дело приговорённого к смертной казни Николая Терени — П.Кирпиченок, узнав о предъявленных ему обвинениях, покончил с собой. Реальную ответственность понёс только зональный прокурор транспортной прокуратуры БССР Валерий Сороко, приговорённый к 4 годам лишения свободы, ещё несколько сотрудников правоохранительных органов получили условные сроки лишения свободы от 2 до 2,5 лет. Остальные отделались только выговорами, понижениями в званиях и должностях, увольнениями из правоохранительных органов, исключением из КПСС.
Сам главный фигурант уголовного дела о злоупотреблении должностными полномочиями Жавнерович фактически никакой ответственности не понёс: летом 1987 года, в связи с амнистией по случаю 70-летия Октябрьской революции, уголовное дело в отношении Жавнеровича было прекращено, а он сам отправлен на пенсию с сохранением всех званий и наград. Вскоре после выхода на пенсию Жавнерович умер.

## В массовой культуре
- Д/ф «Витебское дело»(часть 1, часть 2, часть 3) (1989)
- Д/ф «Витебский душитель» из цикла «Следствие вели»[24] (2007)
- Д/ф «След зверя» (2009)
- Д/ф «Предвестник Чикатило» из цикла «Легенды советского сыска»[25] (2017)
- Х/ф «Место убийцы вакантно» (1990)
- Короткометражный х/ф «Месть Михасевича» (2013, РСЗстудия, Новополоцк)[26]
- Стал прототипом маньяка Георгия Андриевича (Таксист, роль исполнил Ян Цапник) в сериале «Метод»
- Телесериал «Душегубы» (2021)